# Diaethria candrena
Diaethria candrena är en fjärilsart som beskrevs av Jean Baptiste Godart 1823. Diaethria candrena ingår i släktet Diaethria och familjen praktfjärilar. Inga underarter finns listade i Catalogue of Life.

## Bildgalleri

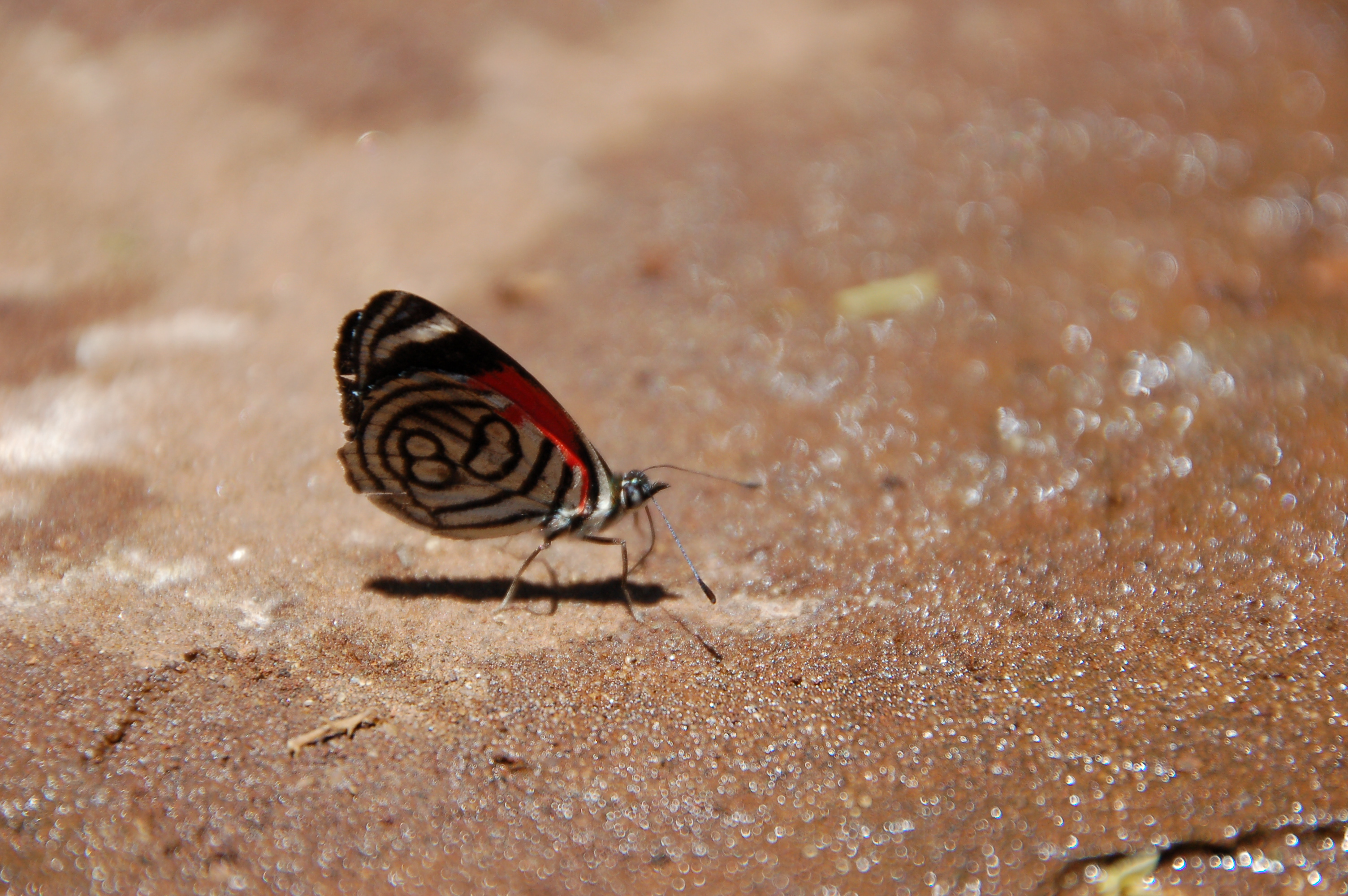